# 1412 w polityce

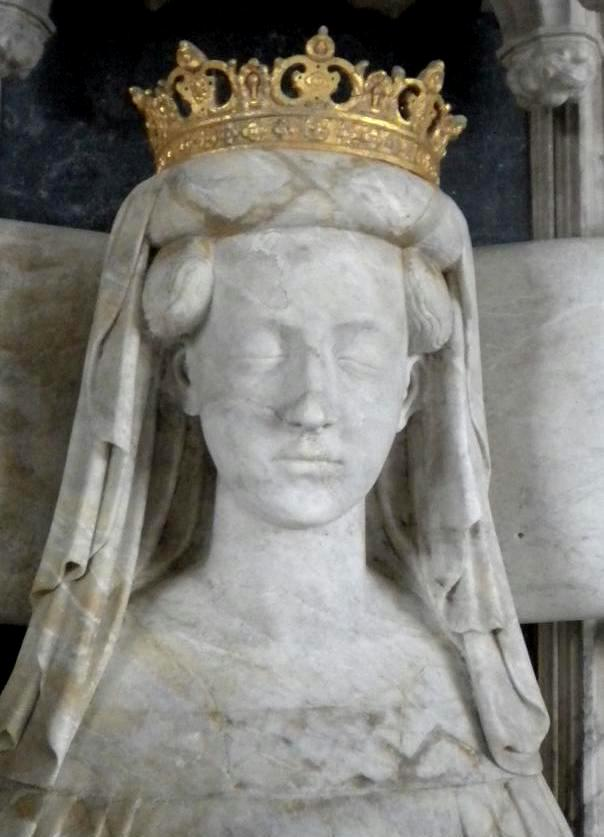
Detal nagrobka królowej Małgorzaty I

Wydarzenia polityczne w 1412 roku.

## Wydarzenia
- Cesarz Japonii Go-Komatsu abdykuje na rzecz swojego syna Shōkō[1].

## Urodzili się
- 6 stycznia – Joanna d’Arc[2], bojowniczka o wyzwolenie Francji spod okupacji angielskiej[3].

## Zmarli
- 16 maja – Giovanni Maria Visconti, książę Mediolanu.
- 28 października – Małgorzata I, królowa Danii, Szwecji i Norwegii[4][5].